# 산술 기하 평균
수학에서 산술 기하 평균(算術幾何平均, 영어: arithmetic–geometric mean)은 산술 평균과 기하 평균 연산에 의한 점화 수열에 극한을 취하여 얻어진 평균값이다. 구체적으로, 두 실수 x, y의 산술 기하 평균 M(x, y)는 다음과 같이 정의된다.
우선 두 수 x, y의 산술 평균을 a1, 기하 평균을 g1라고 하자.
{\displaystyle a_{1}={\frac {x+y}{2}}}
{\displaystyle g_{1}={\sqrt {xy}}}
이후 a1과 g1을 x와 y 자리에 넣어 이 연산을 반복하면 두 수열 (an), (gn)을 얻게 된다.
{\displaystyle a_{n+1}={\frac {a_{n}+g_{n}}{2}}}
{\displaystyle g_{n+1}={\sqrt {a_{n}g_{n}}}}
이 두 수열은 같은 값으로 수렴하며, 이 수렴값을 x와 y의 산술 기하 평균이라 한다. M(x, y) 또는 agm(x, y)로 표기한다.
일반화적인 산술평균 및 기하평균은 다음과 같다.

## 예
24와 6의 산술 기하 평균을 구하기 위해, 먼저 그들의 산술 평균과 기하 평균을 계산한다.
{\displaystyle a_{1}={\frac {24+6}{2}}=15}
{\displaystyle g_{1}={\sqrt {24\times 6}}=12}
이 과정을 다음과 같이 반복한다.
{\displaystyle {\begin{aligned}a_{2}&={\frac {15+12}{2}}=13.5\\g_{2}&={\sqrt {15\times 12}}=13.41640786499\dots \\\dots \end{aligned}}}
다섯번을 반복하면 다음의 값들을 얻는다.
| n | an                           | gn                           |
| - | ---------------------------- | ---------------------------- |
| 0 | 24                           | 6                            |
| 1 | 15                           | 12                           |
| 2 | 13.5                         | 13.416407864998738178455042… |
| 3 | 13.458203932499369089227521… | 13.458139030990984877207090… |
| 4 | 13.458171481745176983217305… | 13.458171481706053858316334… |
| 5 | 13.458171481725615420766820… | 13.458171481725615420766806… |
반복을 매 번 행할 때마다 일치하는 숫자(밑줄)의 개수가 대략 두 배로 되는 것을 알 수 있다. 두 수열이 공동으로 가지는 극한이 곧 산술 기하 평균이다, 그 값은 약 13.4581714817256154207668131569743992430538388544이다.

## 역사
두 수열에 기반한 최초의 알고리즘은 라그랑주의 저작에 기술되었다. 그의 성질은 가우스에 의해 분석되었다.

## 성질
기하 평균은 항상 산술 평균보다 작거나 같다(산술-기하 평균 부등식), 또 기하 평균과 산술 평균 모두 두 수의 최솟값보다 크고 최댓값보다 작다. 이러한 이유로 인해
{\displaystyle \min\{x,y\}\leq g_{1}\leq g_{2}\leq \cdots \leq M(x,y)\leq \cdots \leq a_{2}\leq a_{1}\leq \max\{x,y\}}
이 성립한다. x = y인 경우를 제외하면 모든 등호가 성립하지 않는다.
위에서 알 수 있듯이, M(x, y)는 x와 y 사이에서, 더 정확히는 기하 평균과 산술 평균의 사이에서 값을 취한다.
r ≥ 0에 대해, M(rx, ry) = r · M(x, y)의 등식이 성립한다.
다음은 M(x, y)의 적분 형식이다.
{\displaystyle {\begin{aligned}M(x,y)&={\frac {\pi }{2}}{\bigg /}\int _{0}^{\frac {\pi }{2}}{\frac {d\theta }{\sqrt {x^{2}\cos ^{2}\theta +y^{2}\sin ^{2}\theta }}}\\&={\frac {\pi }{4}}\cdot {\frac {x+y}{K\left({\frac {x-y}{x+y}}\right)}}\end{aligned}}}
여기서 K(k)는 제1종 완전 타원 적분이다.
{\displaystyle K(k)=\int _{0}^{\frac {\pi }{2}}{\frac {d\theta }{\sqrt {1-k^{2}\sin ^{2}(\theta )}}}}
산술 기하 평균의 빠른 수렴 속도는 위 공식을 이용해 타원 적분을 효율적으로 계산 가능하게 한다. 공학에서 타원 필터의 설계 등에 사용되기도 한다.

## 관련 개념
1과 루트 2의 산술 기하 평균의 역수는 가우스 상수라고 불린다.
{\displaystyle G={\frac {1}{M(1,{\sqrt {2}})}}=0.8346268\ldots }
기하 조화 평균은 이와 비슷하게 기하 평균과 조화 평균을 사용해 정의한 수열의 극한값이다. 산술 조화 평균 또한 비슷한 방법으로 얻어지나, 이는 곧 기하 평균과 같다.
산술 기하 평균은 로그와 제1종 완전 타원 적분을 계산하는 데에 사용된다. 산술 기하 평균의 변형을 이용하여 제2종 완전 타원 적분을 효율적으로 계산할 수 있다.

## M의 존재성 증명
두 수열 (an), (gn)은 항상 같은 값으로 수렴한다. 다음은 이를 증명한 것이다.
산술-기하 평균 부등식에 의해 모든 n에 대해 다음이 성립한다.
{\displaystyle g_{n}\leq a_{n}}
x ≤ y는 증명에 영향을 주지 않는 가정이다. 이 때 다음이 성립한다.
{\displaystyle {\begin{aligned}x&\leq g_{1}\\a_{1}&\leq y\end{aligned}}}
또한 다음과 같이 (an), (gn) 모두가 단조수열임을 보일 수 있다.
{\displaystyle g_{n+1}={\sqrt {g_{n}a_{n}}}\geq {\sqrt {g_{n}g_{n}}}=g_{n}}
{\displaystyle a_{n+1}={\frac {g_{n}+a_{n}}{2}}\leq {\frac {a_{n}+a_{n}}{2}}=a_{n}}
모든 부등식을 연립하면 다음을 얻는다.
{\displaystyle x\leq g_{1}\leq g_{2}\leq \cdots \leq a_{2}\leq a_{1}\leq y}
따라서 (an), (gn) 모두 단조, 유계이며, 고로 수렴한다. 또한
{\displaystyle a_{n}={\frac {g_{n+1}^{2}}{g_{n}}}}
의 양변에 극한을 취하면 두 수열의 극한값이 같다는 것을 알 수 있다.

## 같이 보기
- 멱평균
- 산술-기하 평균 부등식
- 가우스-르장드르 알고리즘

## 참고 문헌
- Adlaj, Semjon (September 2012). “An eloquent formula for the perimeter of an ellipse” (PDF). 《Notices of the AMS》 (영어) 59 (8): 1094–1099. doi:10.1090/noti879.
- Jonathan Borwein, Peter Borwein, Pi and the AGM. A study in analytic number theory and computational complexity. Reprint of the 1987 original. Canadian Mathematical Society Series of Monographs and Advanced Texts, 4. A Wiley-Interscience Publication. John Wiley & Sons, Inc., New York, 1998. xvi+414 pp. ISBN 0-471-31515-X
- Zoltán Daróczy, Zsolt Páles, Gauss-composition of means and the solution of the Matkowski–Suto problem. Publ. Math. Debrecen 61/1-2 (2002), 157–218.
- Hazewinkel, M. (2001). “Arithmetic-geometric mean process”. 《Encyclopedia of Mathematics》 (영어). Springer-Verlag. ISBN 978-1-55608-010-4.
- Weisstein, Eric Wolfgang. “Arithmetic-Geometric Mean”. 《Wolfram MathWorld》 (영어). Wolfram Research.